# Hartmann von Aue

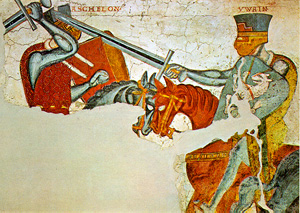
Freska ze scény "Iwein" od autora Hartmanna von Aueho na zámku Rodenegg v jižním Tyrolsku (Itálie)

Hartmann von Aue (asi 1160? Švábsko – 1215) byl německý básník, autor rytířských eposů a stěžejní postava německé literatury na přelomu 12. a 13. století.

## Život
O jeho životě víme jen málo. Narodil se ve Švábsku, byl vazalem pánů von Aue. Vychováván byl v klášterní škole a poté působil jako dvorský úředník. Byl vzdělaný a sečtělý, orientoval se ve francouzské i latinské literatuře, zajímal se jak o literaturu světskou, tak i duchovní. Inspiroval se zejména francouzským dvorským básníkem Chrétienem de Troyes, jehož některá díla přebásnil. Jako první se v německé literatuře věnoval artušovské látce.

## Dílo

### Knížečka
Jeho prvotinou se stala Knížečka (Büchlein). Námětem je hádání těla se srdcem o podstatě dvorské lásky.

### Erek
Problematika dvorské lásky a společnosti je obsahem i jeho druhého díla Erek, které vzniklo asi roku 1190. Autor se nechal inspirovat Chrétienovým veršovaným románem Erec a Enide a volně ho přebásnil. Hartmannův Erek líčí osudy rytíře Artušova dvora. V první části knihy uzavírá Erek manželství s krásnou Enitou, ale poté se přestává věnovat svým rytířským povinnostem. Teprve odposlechnutý monolog jeho manželky Enity ho přiměje k jednání. Aby opět získal svoji identitu, podniká mnohá dobrodružství. Díky nim se nakonec projeví jak Erekova rytířská statečnost, tak oddaná láska jeho Enity. Dvorský román Erek se dochoval pouze v jednom rukopise, tzv. Ambraské knize hrdinské epiky, jež byla sepsána na začátku 16. století. Kromě tohoto rukopisu se dochovalo několik rukopisných zlomků.

### Hodný hříšník Řehoř
Po Erekovi pravděpodobně následovala rytířská legenda, která v sobě mísí dobrodružné a výchovné prvky, Hodný hříšník Řehoř (Der gute Sünder Gregorius). Báseň popisuje příběh muže, který se nevědomě dopouští hříchu, když si za manželku bere svoji matku. Za tento hřích musí žít sedmnáct let jako poustevník uprostřed moře na skále. Po tomto pokání ovšem následuje boží odpuštění a Řehoř je nakonec dosazen na papežský dvůr a stává se papežem. Četné rukopisy a zlomky ze 13. až 15. století, prozaická německé verze i dvě latinská zpracování dokládají, že se nejspíše jednalo o velmi oblíbené dílo.

### Ubohý Jindřich
Veršovaná novela Ubohý Jindřich (Der arme Heinrich) je vrcholem Hartmannova díla. Hlavním hrdinou je rytíř Heinrich von Aue (předek Hartmannova pána), který byl sice bohatý a slavný, ale odcizil se Bohu a proto ho postihlo malomocenství. Jedinou možností, jak by se mohl vyléčit, je krev ze srdce panny, která by se pro něj sama obětovala. Takovou pannou je dcera rolníka, která chce tuto oběť podstoupit, aby tím pomohla Jindřichovi, svým rodičům a aby se sama dostala do nebe. Jindřich se do ní ovšem zamiluje, její pomoc odmítá a poté jako zázrakem je z malomocenství vyléčen. Celý příběh končí šťastně, když se po smrti oba společně dostávají do nebe. Tato novela se dochovala ve třech rukopisech, jeden z nich shořel ve Štrasburské knihovně, a několika zlomcích.

### Iwein
Hartmannovo poslední dílo Iwein opět vychází z díla francouzského básníka Chrétiena. Tento veršovaný artušovský román je do jisté míry protikladem k Erekovi. Erek se provinil tím, že kvůli lásce zapomínal na své rytířské povinnosti. Iwein naopak zapomíná na lásku, protože je strhnutý rytířskými boji. Po překonání mnoha dobrodružství a po pokání opět nachází ztracené štěstí. Iwein se dochoval v mnoha rukopisech v rozmezí od 13. až po 16. století. Stejně jako Erek je zaznamenán i v tzv. Ambraské knize hrdinské epiky.

### Rysy jeho tvorby
Ve svých dílech klade Hartmann von Aue důraz nejen na umělecké zpracování, ale především na výchovný prvek. Chce představit dokonalého rytíře, takového, jaký by měl podle něj být. Kromě toho jsou jeho dvorské romány ceněny pro jejich jazyk a stavbu veršů a rýmů.